# Lost Christmas
Lost Christmas è un film del 2011 diretto da John Hay.

## Trama
È arrivata la vigilia di Natale tutti si stanno preparando, ma tranne Anthony, una persona strana che aiuta le persone ormai perse.

## Premi
- International Emmy Kids Award